# Sarah Mitton
Sarah Mitton, född 20 juni 1996 i North York, Kanada, är en kanadensisk friidrottare som tävlar i kulstötning.
Mitton vann flera klassiska idrottstävlingar och hon kom i flera andra på andra platsen, bland annat vid Bauhausgalan 2022 i Stockholm. Hennes största merit är guldmedaljen vid inomhusvärldsmästerskapen i friidrott 2024. Mitton deltog vid olympiska sommarspelen 2020 och slutade på plats 28.